# Vlag van Wijchen

Vlag van de gemeente Wijchen

De vlag van Wijchen is sinds 12 januari 1984 de gemeentelijke vlag van de Gelderse gemeente Wijchen. De vlag wordt als volgt beschreven:
Rood met een geel schuinkruis, waarvan de dikte der armen gelijk is aan 1/5 van de hoogte van de vlag, vergezeld van vier omgekeerde gele droogscheerdersscharen.
De vlag is identiek aan de vlag van Batenburg, dat sinds de gemeentelijke herindeling van 1984 tot de gemeente Wijchen behoort. De vlag is gebaseerd op het gemeentewapen.

## Verwante afbeeldingen

Wapen van Wijchen
Vlag van Batenburg

Aalten ·
Apeldoorn ·
Arnhem ·
Barneveld ·
Berg en Dal ·
Berkelland ·
Beuningen ·
Bronckhorst ·
Brummen ·
Buren ·
Culemborg ·
Doesburg ·
Doetinchem ·
Druten ·
Duiven ·
Ede ·
Elburg ·
Epe ·
Ermelo ·
Harderwijk ·
Hattem ·
Heerde ·
Heumen ·
Lingewaard ·
Lochem ·
Maasdriel ·
Montferland ·
Neder-Betuwe ·
Nijkerk ·
Nijmegen ·
Nunspeet ·
Oldebroek ·
Oost Gelre ·
Oude IJsselstreek ·
Overbetuwe ·
Putten ·
Renkum ·
Rheden ·
Rozendaal ·
Scherpenzeel ·
Tiel ·
Voorst ·
Wageningen ·
West Betuwe ·
West Maas en Waal ·
Westervoort ·
Wijchen ·
Winterswijk ·
Zaltbommel ·
Zevenaar ·
Zutphen